# Rue de Jemmapes (Lille)
La rue de  Jemmapes est une rue de Lille, dans le Nord, en France.

## Situation et accès
La rue de Jemmapes est l'une des rues du quartier du Vieux-Lille qui relie l'avenue du Peuple-Belge à la Façade de l'Esplanade. Elle traverse la rue Royale, la rue Saint-André, la rue du Metz et la rue Maracci.

## Origine du nom
Elle tire son nom de la bataille de Jemmapes le 6 novembre 1792.

## Historique
La rue est ouverte sous le nom de rue Dauphine dans le quartier créé dans les années 1670 lors de l'agrandissement de Lille vers la Citadelle à la suite de la conquête de la ville par Louis XIV. Elle se terminait au canal de l'Araignée et a été prolongée jusqu'au quai de la Basse Deûle (actuelle avenue du Peuple-belge) après le comblement en 1901 de ce canal remplacé par la rue Maracci. Elle a absorbé la rue du Pont à Diables situé dans l'axe de la rue de Jemmapes entre ce canal et le port de la Basse Deûle comblé en 1953.
Elle a été renommée rue de Jemmapes en 1793, a retrouvé son nom de rue Dauphine de 1815 à 1830 puis de nouveau rue de Jemmapes.
Une importante usine de cartonnages et chromolithographie installée aux numéros 38 et 40 a été reconvertie en logements et bureaux.